# 颜聚
颜聚（?—?），战国时期齐国人，在赵国为将。
前229年（秦王政十八年、赵幽缪王七年），赵国大将李牧、司马尚领兵抵抗秦军。秦国派人以重金收买赵王宠臣郭开，让他诬陷李牧和司马尚企图兴兵反赵。赵王将他们解除兵权，李牧不受命，遇害，司马尚被撤换。赵王派赵葱和齐国将领颜聚代替他们。前228年（秦王政十九年、赵幽缪王八年），秦将王翦率军击败赵军，杀死赵葱，颜聚逃走。秦军再攻陷邯郸，俘虏了赵幽缪王和颜聚。